# ونگروو
ونگروو (به لاتین: Węgrów) یک منطقهٔ مسکونی در لهستان است که در شهرستان ونگروف واقع شده‌است. ونگروو ۳۵٫۴۵ کیلومتر مربع مساحت و ۱۲٬۷۹۶ نفر جمعیت دارد.